# June Blair
Margaret June Blair (San Francisco, California; 20 de octubre de 1933-Canoga Park, California; 4 de diciembre de 2022) fue una modelo y actriz estadounidense, más conocida por haber sido la playmate de enero de 1957 en la revista Playboy y por haber actuado en la serie de televisión The Adventures of Ozzie and Harriet.

## Carrera
Hizo su primera aparición en 1954. Durante el resto de la década, interpretó papeles de reparto en películas y series de televisión, donde participó en dos episodios de la serie Two Faces West.
Blair estuvo comprometida con el cantante Nino Tempo en 1957. Al año siguiente terminó su compromiso y comenzó a salir con Lindsay Crosby. En 1961, Blair se casó con David Nelson y se unió al elenco de The Adventures of Ozzie and Harriet. La pareja tuvo dos hijos: Daniel y Jamie. Se divorciaron en 1975. Nelson murió en 2011.
Blair murió el 4 de diciembre de 2022 en su residencia de Canoga Park, California. Tenía 89 años.

## Filmografía
- Our Miss Brooks (1956) (desacreditada) .... Miss Lonelyhearts
- Conflict - "The Money" (1957) .... Rubia
- This Could Be the Night (1957) (desacreditada) .... Chica del coro
- Man of a Thousand Faces (1957) (desacreditada) .... Corinne
- Bachelor Father - "Bentley Versus the Girl Scouts" (1957)
- Hell Bound (1957) .... Paula
- The Fiend Who Walked the West (1958)
- Lone Texan (1959) .... Florrie Stuart
- Island of Lost Women (1959) .... Mercuria
- Warlock (1959) (desacreditada) .... chica
- The Rabbit Trap (1959) .... Judy Colt
- he Best of Everything (1959) .... Brenda
- Bat Masterson
  - "Dead Men Don't Pay Debts" (1959)
  - "Death by Decree" (1960) .... Constance Whitney
- Hawaiian Eye - "Three Tickets to Lani" (1959) .... Anita Callahan
- Lock-Up
  - "Music to Murder By" (1959)
  - "Court Martial" (1961)
- The Texan - "Town Divided" (1960) .... Ellen Warren
- Tombstone Territory (1960) "Revenge" ..... Lady Bell
- Sea Hunt
  - "Water Nymphs" (Season 3, Episode 2 1960)
  - "Cross Current" (1960)
- M Squad - "The Bad Apple" (1960) .... Patty Conway
- The Chevy Mystery Show - "The Inspector Vanishes" (1960) .... Colette Dufour
- A Fever in the Blood (1961) .... Paula Thornwall
- The Aquanauts - "The Defective Tank Adventure" (1961) .... June Noreen
- The Adventures of Ozzie & Harriet (1961–1966) .... June